# Damon Arnette
Damon Arnette (Atlanta, 2 settembre 1996) è un giocatore di football americano statunitense che milita nel ruolo di cornerback per i Las Vegas Raiders della National Football League (NFL).

## Carriera universitaria
Arnette passò la sua prima stagione al college come redshirt, poteva cioè allenarsi con la squadra ma non scendere in campo. L'anno seguente disputò 13 gare come defensive back di riserva, facendo registrare 21 tackle e un intercetto. Nella stagione da sophomore partì come titolare in 12 gare su 14 e guidò i cornerback della squadra con 44 tackle, oltre a 2 intercetti e 8 passaggi deviati. L'anno seguente ebbe 40 tackle e un intercetto in 13 gare giocate.
Arnette segnò il suo primo touchdown il 24 settembre 2019 su un ritorno di intercetto da 97 yard contro Indiana. A fine stagione fu inserito nella seconda formazione ideale della Big Ten dopo avere totalizzato 35 tackle, 8 passaggi deviati e un intercetto giocando con un polso rotto.

## Carriera professionistica
Arnette fu scelto nel corso del primo giro (19º assoluto) del Draft NFL 2020 dai Las Vegas Raiders. Debuttò come professionista nella gara del primo turno contro i Carolina Panthers mettendo a segno 5 tackle e un passaggio deviato. La sua stagione da rookie si chiuse con 25 placcaggi e 2 passaggi deviati in 9 presenze.